# Galatina
Galatina est une ville italienne d'environ 26 750 habitants située dans la province de Lecce, dans la région des Pouilles.

## Histoire
Située au cœur du Salento, Galatina était probablement une colonie grecque comme le laisse supposer le toponyme de la ville, que l'on peut traduire par « belle Athénes » ou « Athénes de lait ».
Galatina, que l'on appelait autrefois « Saint-Pierre de Galatina » (San Pietro in Galatina) était entourée au Moyen Âge de fortifications, érigées en 1355 et reconstruites deux siècles plus tard. Les seuls accès à la ville étaient des portes, dont certaines sont visibles encore aujourd'hui. La porte principale était la « Porte Terre », actuellement disparue, qui reliait Place Aligheri à place Saint-Pierre. Les autres accès étaient la « Porte des Capucins »  (ou Arc Cadura), construite en 1725 et située à l'est, la « Porte Saint-Pierre » (ou Porte Nouvelle, placée au nord, et la « Porte Lumière », qui dut être reconstruite en 1795, et qui est la plus ancienne des portes encore existantes.
La ville, appartenant au royaume de Naples jusqu'en 1861, date de l'unité italienne, fut au centre d'un comté puis d'un duché qui appartint à plusieurs importantes dynasties d'Italie : d'abord aux Orsini del Balzo, princes de Tarente, comtes de Lecce et de Soleto, qui en firent leur lieu de sépulture en érigeant une magnifique basilique, puis aux Castriota Skanderbeg, à partir de 1485, quand Galatina fut érigée en duché. Par héritage, le duché passa aux Sanseverino de Naples puis aux Spinola de Gênes et enfin à la famille Scotti de Milan.

## Administration
| Période                                  | Période  | Identité        | Étiquette    | Qualité                    |
| ---------------------------------------- | -------- | --------------- | ------------ | -------------------------- |
| 22/12/2011                               | En cours | Matilde Pirrera | (sans maire) | Commissaire extraordinaire |
| Les données manquantes sont à compléter. |          |                 |              |                            |

### Hameaux
Noha, Collemeto, Santa Barbara.

### Communes limitrophes
Aradeo, Copertino, Corigliano d'Otranto, Cutrofiano, Galatone, Lequile, Nardò, Seclì, Sogliano Cavour, Soleto.

## Monuments
- Basilique Sainte-Catherine d'Alexandrie (gothique, fresques du début du XVe siècle)
- Église Saint-Pierre et Paul (baroque)
- Nombreux palais de la Renaissance et d'époque baroque
- Portes du centre historique

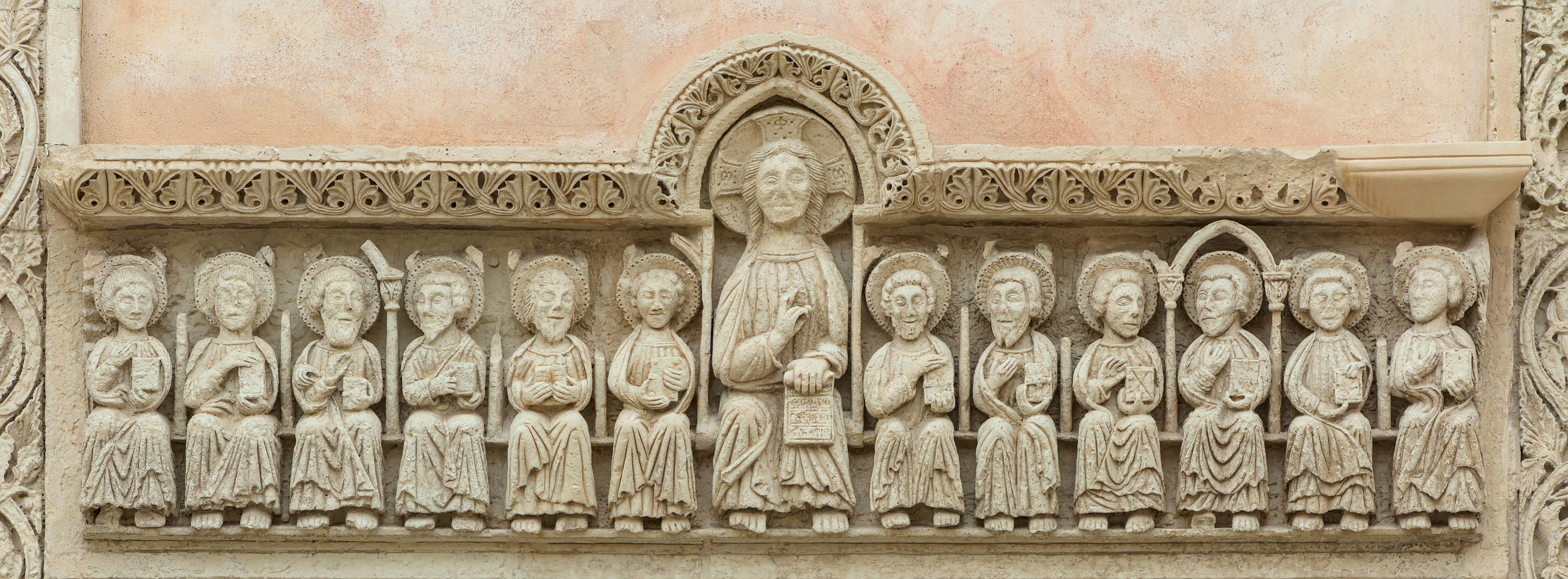
Le Christ entouré des 12 apôtres, sur le linteau du portail de la basilique Sainte-Catherine d'Alexandrie
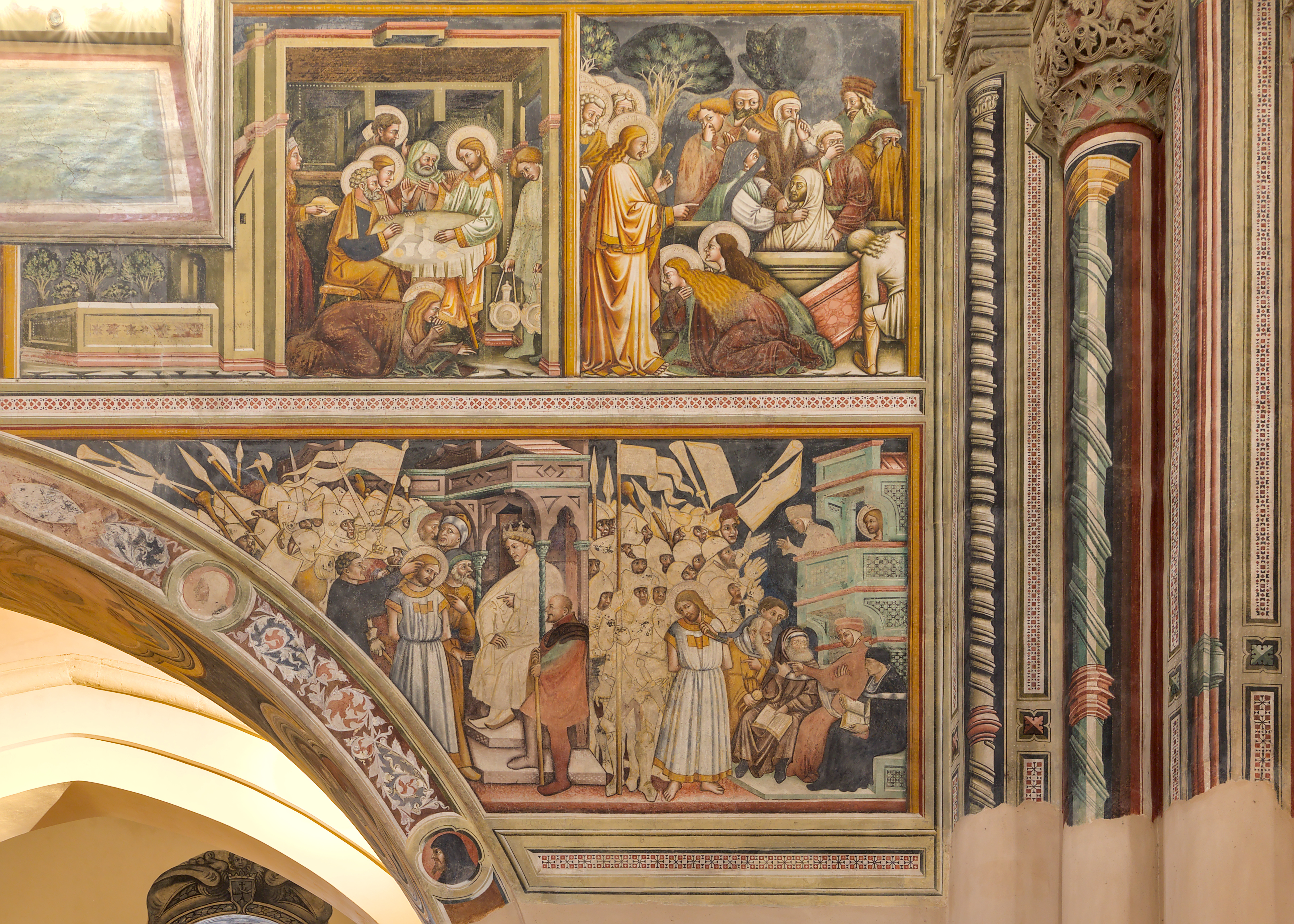
Fresques montrant des scènes du Nouveau Testament, dans la basilique Sainte-Catherine d'Alexandrie
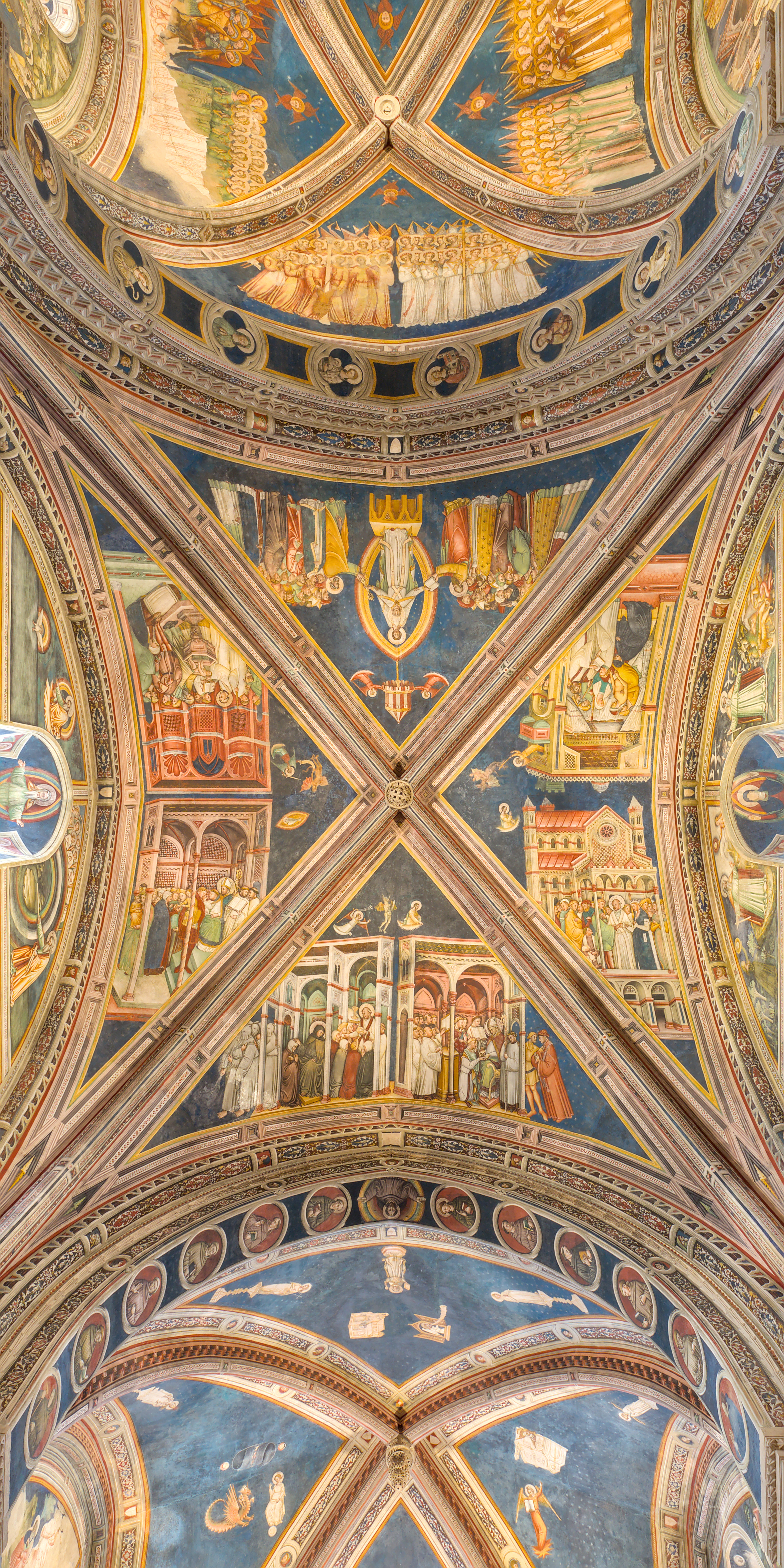
Fresques représentant les Sept Sacrements, sur la voûte de la basilique Sainte-Catherine d'Alexandrie
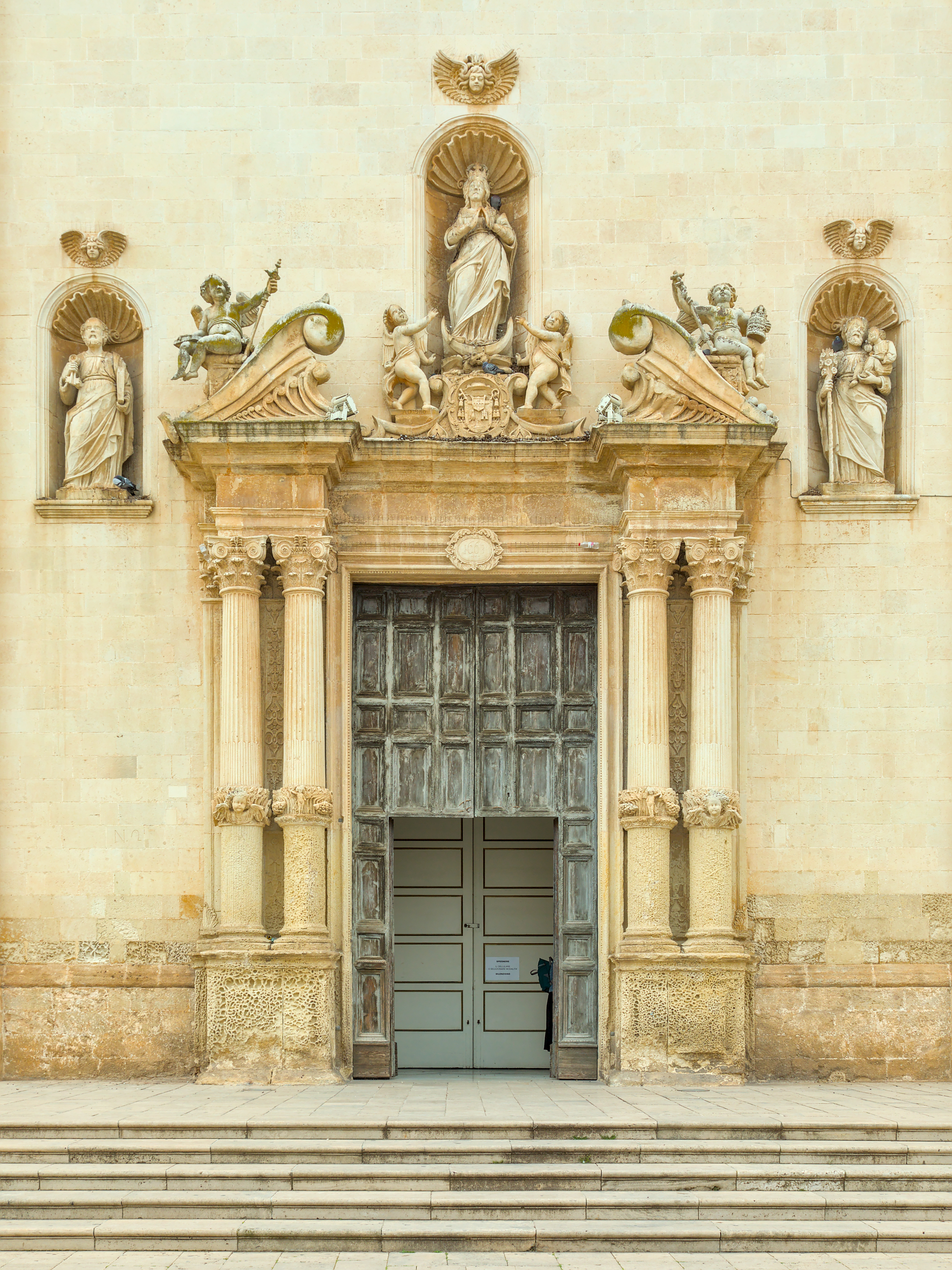
Portail de l'église Saint-Pierre et Paul
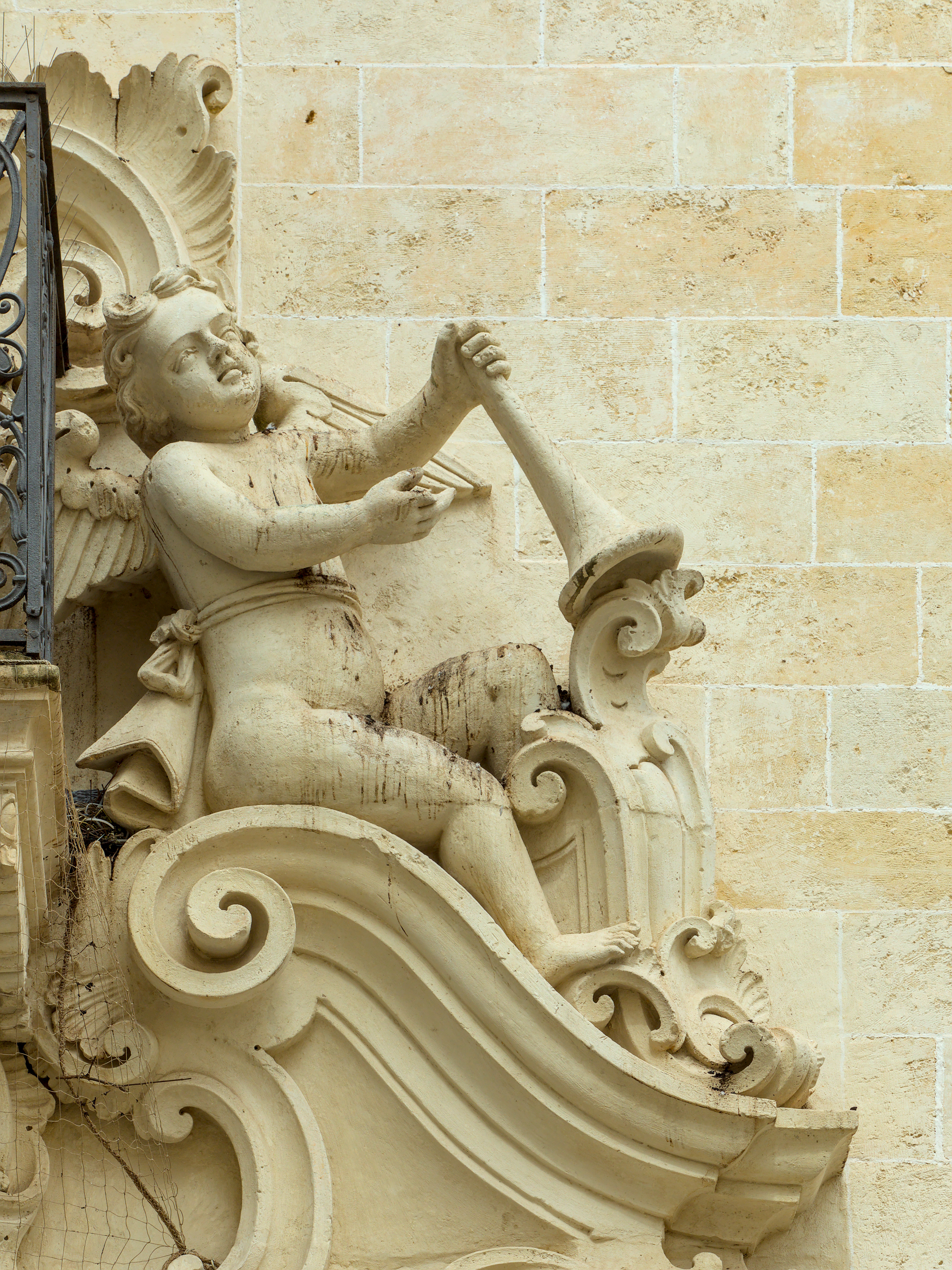
Sculpture d'un ange sur la façade du palais Bardoscia Lubelli Spoti (XVIIIe siècle)

## Personnalités liées
- Elisabetta Martinez (1905-1991), née à Galatina, religieuse, fondatrice de la congrégation des Filles de Sainte Marie de Leuca, bienheureuse[2],[3].